# 공휴일

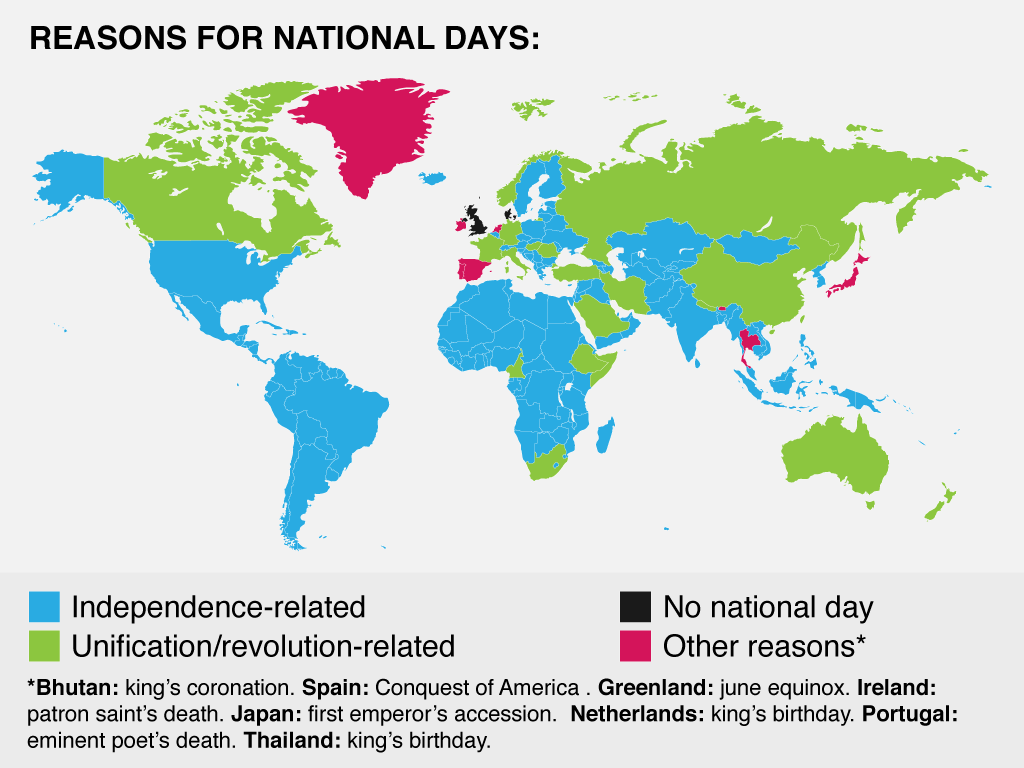
나라별 공휴일

공휴일(公休日, 문화어: 휴식일(休息日))은 국가에서 정한 휴일을 말한다.  대한민국, 일본 등 여러 국가에서는 휴일이 다른 휴일과 겹치는 경우에는 그 다음날까지 쉬는 대체휴일제도를 실시하고 있다. 산업체의 경우 5인 이상, 미만에 따라 유급과 무급으로 나뉘어진다.

## 조선시대
조선 초에는 태음태양력인 대통력(大統曆)을 사용하다가, 세종 때에는 회회력을 바탕으로 개정된 역법을 사용하였다. 1654년(효종 5년)부터는 청나라의 예수회 신부 아담 샬이 서양역법을 적용하여 만든 시헌력을 시행하게 되었다. 1895년 갑오개혁 차원에서 그레고리력 채택을 추진하여 음력 1895년 11월 17일을 양력 1896년 1월 1일로 정하여 양력(그레고리력)을 사용하였다.
조선에서 일요일제를 쓰기 시작한 것은 1895년 4월부터였으며 그 이전에는 일요일이라는 개념이 없었다. 대신에 매월 1일, 7일, 15일, 23일, 절기가 드는 날(입춘, 경칩 등)은 정기휴일이었다. 국정 공휴일은 설날 7일, 대보름과 단오 그리고 연등회에 3일, 추석에는 하루였다. 또한 정월에 자일(子日)과 오일(午日)에 쉬었으며 일식과 월식이 있으면 그날은 부정을 탄다 하여 공무를 보지 않았다.

## 같이 보기
- 대한민국의 공휴일
- 일본의 공휴일
- 중화민국의 공휴일
- 중화인민공화국의 공휴일
- 조선민주주의인민공화국의 공휴일
- 미국의 공휴일